# Benk-Formation
Die Benk-Formation (früher Benker Sandstein, Estherienschichten) ist eine lithostratigraphische Formation des Keupers in der Germanischen Trias. Die lithostratigraphische Einheit wird von der Grafenwöhr-Formation unterlagert und von der Stuttgart-Formation überlagert. Die Benk-Formation ist nur am Rand des Vindelizischen Landes ausgebildet und verzahnt sich zum Germanischen Becken mit der Grabfeld-Formation.

## Definition
Die Untergrenze der Benk-Formation ist die Oberkante des Grenzdolomits, die Obergrenze ist die diskordante Fläche D2 des Keupers. Sie ist regional auf einen schmalen Streifen von ca. 20 bis 80 Kilometern entlang des damaligen Vindelizischen Landes beschränkt. Die Benk-Formation besteht aus fein- bis grobkörnigen Sandsteinen, in die je nach Position zum Becken rote sandige Tonsteine eingeschaltet sind. Die Sandsteine enthalten zum Teil Sulfatknollen und Krustenbildungen. Die Mächtigkeit beträgt durchschnittlich etwa 80 bis 100 Meter. 
Die Benk-Formation wird in Ladinium (Langobardium bis Karnium (Cordevolium)) datiert. 
Eine Typlokalität wurde bisher noch nicht festgelegt. Die Typregion ist das Gebiet östlich von Bayreuth. Der Name leitet sich von dem kleinen Ort Benk (heute Gemeindeteil von Bindlach) im Landkreis Bayreuth ab.

## Gliederung
Eine weitere Unterteilung in Subformationen wurden bisher noch nicht durchgeführt. Vier sedimentäre Kleinzyklen lassen sich unterscheiden.

## Ablagerungsraum
Der Ablagerungsraum ist der Randbereich zum Vindelizischen Land. Hier wurden in Schuttebenen grob- bis feinkörnige Sandsteine durch episodische Überflutungen abgelagert. Am Top der vier Kleinzyklen waren längere Unterbrechungen in der Sedimentation, wie die Bodenbildungen (Krusten) erkennen lassen.

## Fossilien
Die Benk-Formation ist fossilarm und enthält Muscheln (Bivalvia), Muschelschaler (Conchostraca) und verkieselte Hölzer sowie eine Pollen- und Sporen-Flora.